# 1839 na ciência

## Eventos
- Isolamento do elemento químico Cério[1]

## Exploração
- 1 de maio – começo das expedições de Eyre de 1839 ao interior de Austrália Meridional.
- 19 de setembro -  James Clark Ross parte para a primeira expedição científica de expedição da Antártida.
- Publicação da obra de Charles Darwin, Journal of Researches into the Geology and Natural History of the Various Countries Visited by H.M.S. Beagle under the Command of Captain FitzRoy, R.N., from 1832 to 1839.

## Nascimentos
| Data | Nome | Profissão | Nacionalidade | Observações | Ref |
| ---- | ---- | --------- | ------------- | ----------- | --- |

## Mortes
| Data         | Nome          | Profissão | Nacionalidade         | Observações                    | Ref   |
| ------------ | ------------- | --------- | --------------------- | ------------------------------ | ----- |
| 28 de agosto | William Smith | Geólogo   | Reino da Grã-Bretanha | n. 1769 Medalha Wollaston 1831 | [ 2 ] |

## Prémios
Medalha Copley
- Robert Brown[3]